# Paolo Garimberti
Paolo Garimberti (Levanto, 2 febbraio 1943) è un giornalista, dirigente pubblico e dirigente sportivo italiano, editorialista del quotidiano la Repubblica.
È stato inoltre membro del consiglio di amministrazione della Juventus oltreché presidente del J-Museum.

## Biografia
Laureato in giurisprudenza, ha cominciato l'attività giornalistica a vent'anni, al Corriere Mercantile di Genova, per passare poi nel 1969 a La Stampa, dove è stato corrispondente da Mosca dal 1970 al 1976 e caporedattore della redazione di Roma dal 1979 al 1986. Dal 1986 al 1993 a la Repubblica è stato editorialista e caporedattore di politica nazionale prima e internazionale poi. Nel 1987 è stato anchorman della trasmissione settimanale Monitor, di Canale 5. Nominato nel 1992 professore a contratto di diritto costituzionale comparato all'Università degli Studi di Genova, il novembre successivo è stato nominato direttore responsabile del TG2, incarico che ha mantenuto fino al 1994.
Tornato a la Repubblica lo stesso anno, è stato direttore del settimanale del Gruppo Editoriale L'Espresso Il Venerdì di Repubblica dal 1996 al 2000 e vicedirettore del quotidiano dal 2000 al 2004, periodo in cui ha anche diretto la testata online CNN Italia. Successivamente ha continuato a scrivere per Repubblica e il Venerdì e ha condotto il talk show di Repubblica Radio TV.

### Presidente della Rai
Il 26 marzo 2009 è stato designato presidente della Rai dal Consiglio di amministrazione all'unanimità e, successivamente, la Commissione di Vigilanza Rai ha convalidato definitivamente la sua nomina con voto anch'esso unanime di 37 voti su altrettanti presenti. Garimberti rimane alla presidenza della Rai fino all'8 giugno 2012, giorno in cui gli succede Anna Maria Tarantola.
In un documento sulle dichiarazioni patrimoniali e reddituali rese dai titolari di cariche elettive e direttive di alcuni enti, a cura della Presidenza del Consiglio dei ministri ai sensi dell'art. 12 della legge 5 luglio 1982 n. 441, risulta che il manager vanti per il 2010, redditi annui pari a 670.304 euro.

### Altri incarichi
Il 16 dicembre 2011 è diventato presidente del consiglio di sorveglianza del canale televisivo paneuropeo Euronews.
Siede nel consiglio di amministrazione della squadra di calcio italiana della Juventus con la carica di amministratore indipendente; con la nascita del J-Museum, inaugurato il 16 maggio 2012, ne diventa il primo presidente.
Il 28 novembre 2022, però, conseguentemente alle inchieste sulle presunte plusvalenze della Juventus e dell'inchiesta della procura federale della FIGC, si dimette unitamente a tutto il CdA del club bianconero. Il 20 gennaio 2023 arriva  per lui anche la squalifica da parte Corte federale d'appello (ossia il secondo grado della giustizia sportiva in ambito calcistico), che gli infligge un'inibizione di 8 mesi, pur non essendo un membro tesserato della Federazione. I processi in ambito ordinario si devono ancora svolgere.

## Opere
- Il dissenso nell'Europa orientale prima e dopo Helsinki, Vallecchi 1977.
- I partiti comunisti nell'Europa meridionale, la Lega jugoslava, Il Mulino 1979.